# Linha Nanakuma
Nanakuma é uma das três linhas do metro de Fukuoka, no Japão. Foi inaugurada em 2005 e circula entre as estações de Hashimoto e Hakata. Tem um total de 18 estações.